# Dom Kultury Kolejarza w Kłodzku

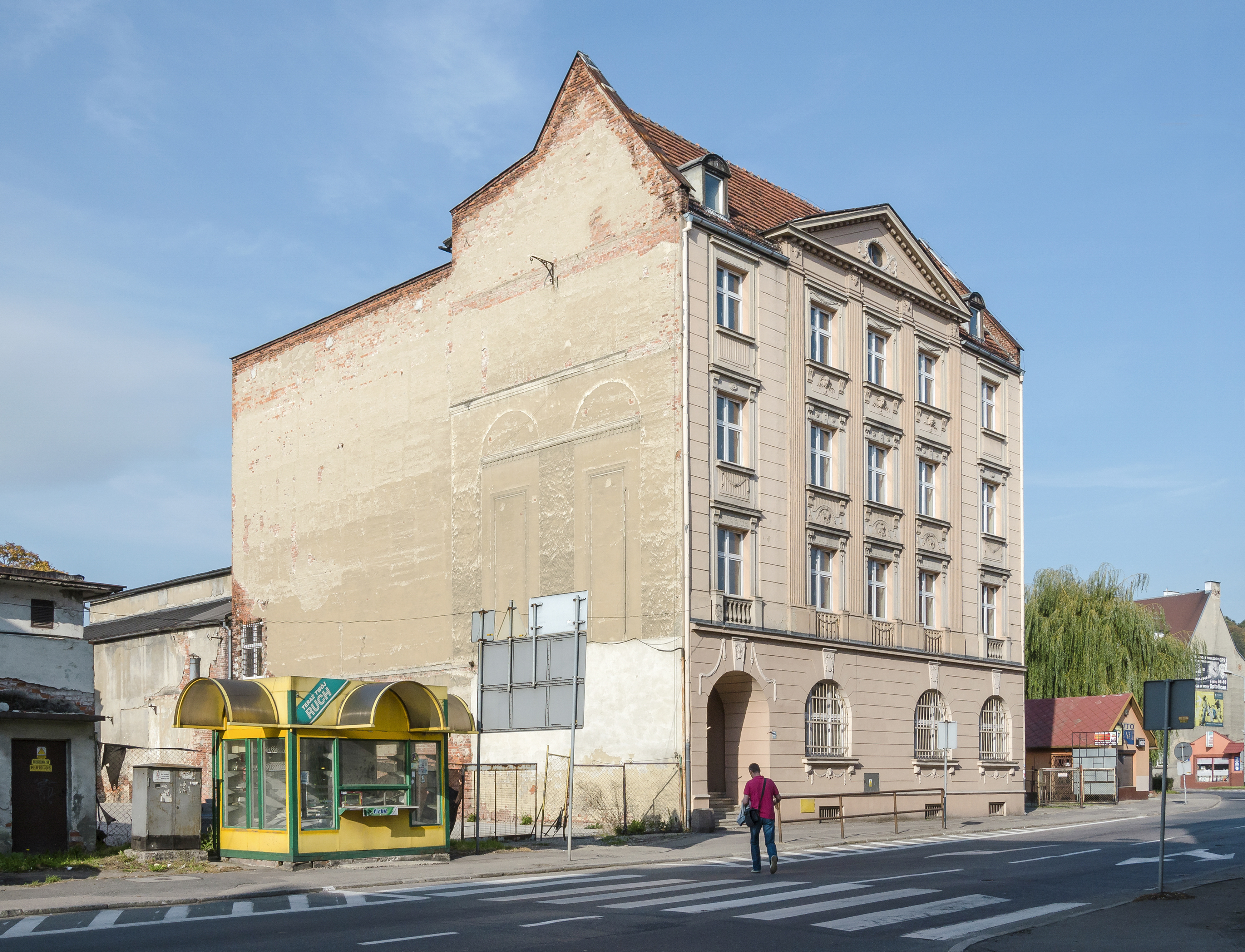
Siedziba Domu Kultury Kolejarza w Kłodzku

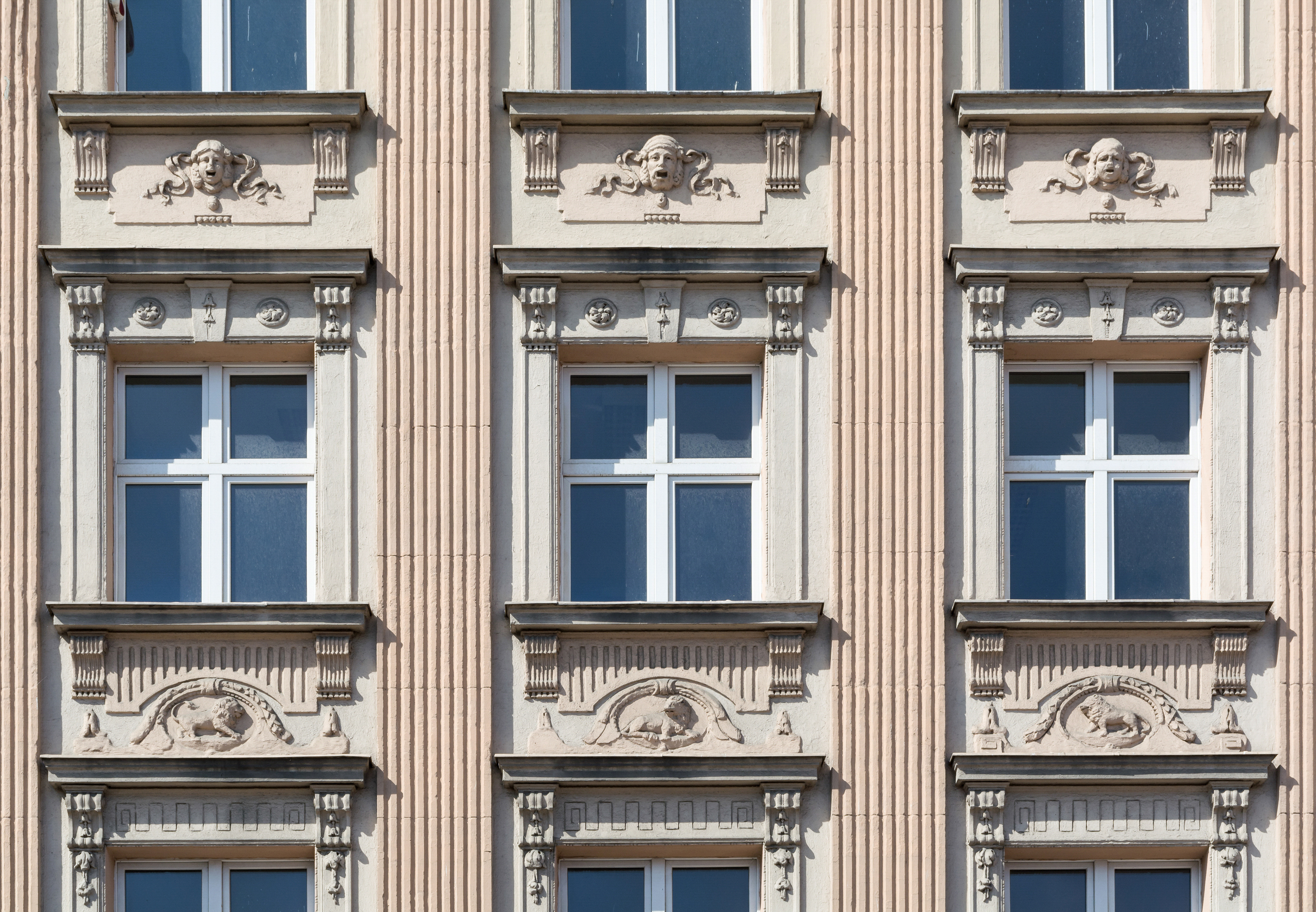
Fragment fasady

Dom Kultury Kolejarza w Kłodzku – dom kultury położony we wschodniej części Kłodzka, na terenie historycznego Przedmieścia Wojciechowickiego przy ulicy Połabskiej 5. Działał w latach 1947–1990.

## Budynek
Dom Kultury Kolejarza w Kłodzku mieścił się w secesyjnym budynku zbudowanym w latach 1909–1910 przez wrocławskiego architekta Ericha Graua z inicjatywy lokalnego właściciela browaru Glatzer Brauhaus Kurta Aschera. Pierwotnie obiekt ten przeznaczony był na luksusowy hotel, który po 1918 roku otrzymał nazwę Glatzer Hof. Jednak po zakończeniu II wojny światowej urządzono w nim dom kultury.

## Działalność
Dom Kultury Kolejarza w Kłodzku został założony w 1947 roku z inicjatywy Administracji Zarządu Urządzeń Socjalno-Bytowych PKP Węzła Kłodzkiego i Zarządu Związku Zawodowego Kolejarzy, którym podlegał. W ośrodku znajdowała się największa w mieście sala widowiskowa na 500 miejsc. Dom kultury prowadził także własną bibliotekę, organizował imprezy rozrywkowe, wystawy modelarskie i zajęcia artystyczne. Działały w nim m.in.: orkiestra dęta, zespół taneczno-baletowy, a w latach 1956–1967 Amatorski Klub Filmowy Kłodzko prowadzony przez Oskara Krakowczyka. Wraz z transformacją ustrojową oraz postępującym regresem kolei dom kultury został zamknięty w 1990 roku. W 1992 roku w jego gmachu zorganizowano Prywatne Liceum Ogólnokształcące im. Michała Klahra.
Ośrodek w ciągu swojej kilkudziesięcioletniej historii nosił następujące nazwy:
- 1947–1953: Klub Robotniczy Związku Zawodowego Kolejarzy
- 1953–1958: Związkowy Dom Kultury
- 1958–1990: Dom Kultury Kolejarza

### Kierownicy
| Lp. | Lata      | Imię i nazwisko      |
| --- | --------- | -------------------- |
| 1.  | 1947–1960 | Józef Rodowicz       |
| 2.  | 1960–1962 | Bronisław Hebal      |
| 3.  | 1962–1962 | Teodor Sajewicz      |
| 4.  | 1962–1968 | Franciszek Świtalski |
| 5.  | 1968–1970 | Maria Brzozowska     |
| 6.  | 1970–1974 | Aleksander Oczkowski |
| 7.  | 1975–1977 | Danuta Popek         |
| 8.  | 1977–1983 | Roman Sakaluk        |
| 9.  | 1984–1990 | Andrzej Ochman       |